# Puy de Sancy
Il Puy de Sancy (in occitano Puèi de Sant Circ) è la più alta montagna del Massiccio Centrale francese. Si trova nel dipartimento del Puy-de-Dôme e a circa 35 km a sud-est di Clermont-Ferrand.
È un antico vulcano di tipo stratovulcano. Ha cessato del tutto la sua attività circa 220.000 anni fa.

## Clima
A causa della sua altezza relativamente elevata e della sua esposizione ai flussi oceanici occidentali che trasportano umidità, le precipitazioni registrate sono significative e la neve fa la sua comparsa a partire da ottobre. Le nevicate sono generalmente abbondanti durante il periodo invernale e, in genere, i tratti innevati persistono fino a primavera inoltrata. 
I venti sulla vetta possono essere molto violenti e il tempo può cambiare notevolmente da un'ora all'altra.

## Fauna
Alcuni animali tipici delle Alpi si trovano sul Puy de Sancy: la marmotta e il camoscio. La marmotta fu introdotta direttamente sul massiccio dal 1959 al 1981. Il camoscio invece, già introdotto nel 1978 nel Cantal, e si è fatto strada da solo per giungere fin qui.